# Bojan Petan
Bojan Petan, slovenski pravnik in politik, * 25. marec 1961,Brežice.
Med letoma 1997 in 2002 je bil član Državnega sveta Republike Slovenije.Trenutno je predsednik uprave DZS, Term Čatež in časopisne hiše Dnevnik.